# Gilbert Gray
Gilbert Gray (Ruston (Louisiana), 1 juni 1902 - New Orleans, 27 juli 1981) was een Amerikaans zeiler.
Gray werd in 1928 wereldkampioen in de star een jaar later won Gray de zilveren medaille.
Tijdens de Olympische Zomerspelen 1932 in eigen land, won Gray samen met Andrew Libano de gouden medaille in de star.

## Wereldkampioenschappen[1]
| Jaar | Plaats        | Resultaten |
| ---- | ------------- | ---------- |
| 1928 | Newport Beach | star       |
| 1929 | New Orleans   | star       |

## Olympische Zomerspelen
| Jaar | Plaats      | Resultaten |
| ---- | ----------- | ---------- |
| 1932 | Los Angeles | star       |